# Франковці
Франковці (словен. Frankovci) — поселення в общині Ормож, Подравський регіон‎, Словенія.